# Ixtlahuacán (kommun)
Ixtlahuacán är en kommun i Mexiko.   Den ligger i delstaten Colima, i den södra delen av landet, 500 km väster om huvudstaden Mexico City. Arean är 469 kvadratkilometer.
Terrängen i Ixtlahuacán är kuperad åt nordväst, men åt sydost är den bergig.
Följande samhällen finns i Ixtlahuacán:
- Las Conchas
- Aquiles Serdán
- Zinacamitlán